# 感觉身体被掏空
《感觉身体被掏空》，是由上海彩虹室内合唱团于2016年7月演唱的一首合唱曲目，以白领日常生活为主题。因为调皮的歌词描述了广大上班族的心声，被网友和部分媒体称作“加班狗必听爆红神曲”。视频发布后仅7个小时播放量就达到了三百多万次。

## 歌曲内容
《感觉身体被掏空》由上海彩虹室内合唱团的指挥金承志一人编曲作词，有网友指出歌曲前奏是王心凌的《睫毛弯弯》，但據作者金承志說，那來自功夫的音樂。歌曲中的一句「宝贝，加班吧」是由黎明本人为这首歌曲所配的真声。
该曲讲述了一个公司普通员工的故事，他在下班时间被一个名叫大卫的老板在要求留下开会，借机跟老板抱怨工作，哭诉加班族的悲惨生活。歌词中为了KPI（关键绩效指标），18天无法卸妆，隐形眼镜戴了两年半的时间，本以为高强度的工作会使身体暴瘦，但是却变成了“过劳肥”，作息紊乱，每天“感觉身体被掏空，累得像条狗”，还要说“我真的好喜欢工作，工作可以让我进步”。

## 评价
本歌曲作曲作词人金承志在接受采访时说这首歌是一首触到职业人士痛处的音乐作品。以幽默调侃的方式揭露年轻人的疲惫。创作这首歌的目的是以有趣的方式为他们减压。
《京华时报》在形容这首歌曲的时候认为彩虹室内合唱团在“用严肃音乐一本正经地搞笑”，认为这是一首非常接地气的歌曲，整首歌曲以非常轻松幽默加调侃的笔法，很容易让在大城市奋斗的年轻人，有一种情绪的代入感。其在创作手法上，其实非常接近早期许冠杰和李宗盛这些唱作人的手法，都是将小人物的心声，以自嘲、戏谑等方式，上升到流行文化高度的创作。在谈到合唱这一演唱类型时，《京华时报》认为彩虹室内合唱团用这么一种看似不正经的方式，让合唱形式，在更大范围内多少得到一些扫盲和普及。
有媒体分析其走红原因，主要有三点：其一是因为乐团在生产、改编神曲方面拥有丰富经验；其二是因为歌曲的旋律和歌词做到朗朗上口；其三是加班这个话题，很容易引起城市人群共鸣。
阿里音乐的CEO宋柯，在听到这首歌曲后，在朋友圈发表了“想想一年来的生活，老泪纵横”这样的感触。
有网友表示，歌曲中自嘲的态度触动了他们的心弦，而另一些人则说自己已经被旋律洗脑，突然有一种辞掉工作去放松的冲动。也有微博网友说彩虹室内合唱团的一系列歌曲改变了他对合唱团的印象，高雅艺术也可以与大众文化相结合。一个成功的作品总是能反映普通大众的快乐和悲伤。